# Judith von Frankreich

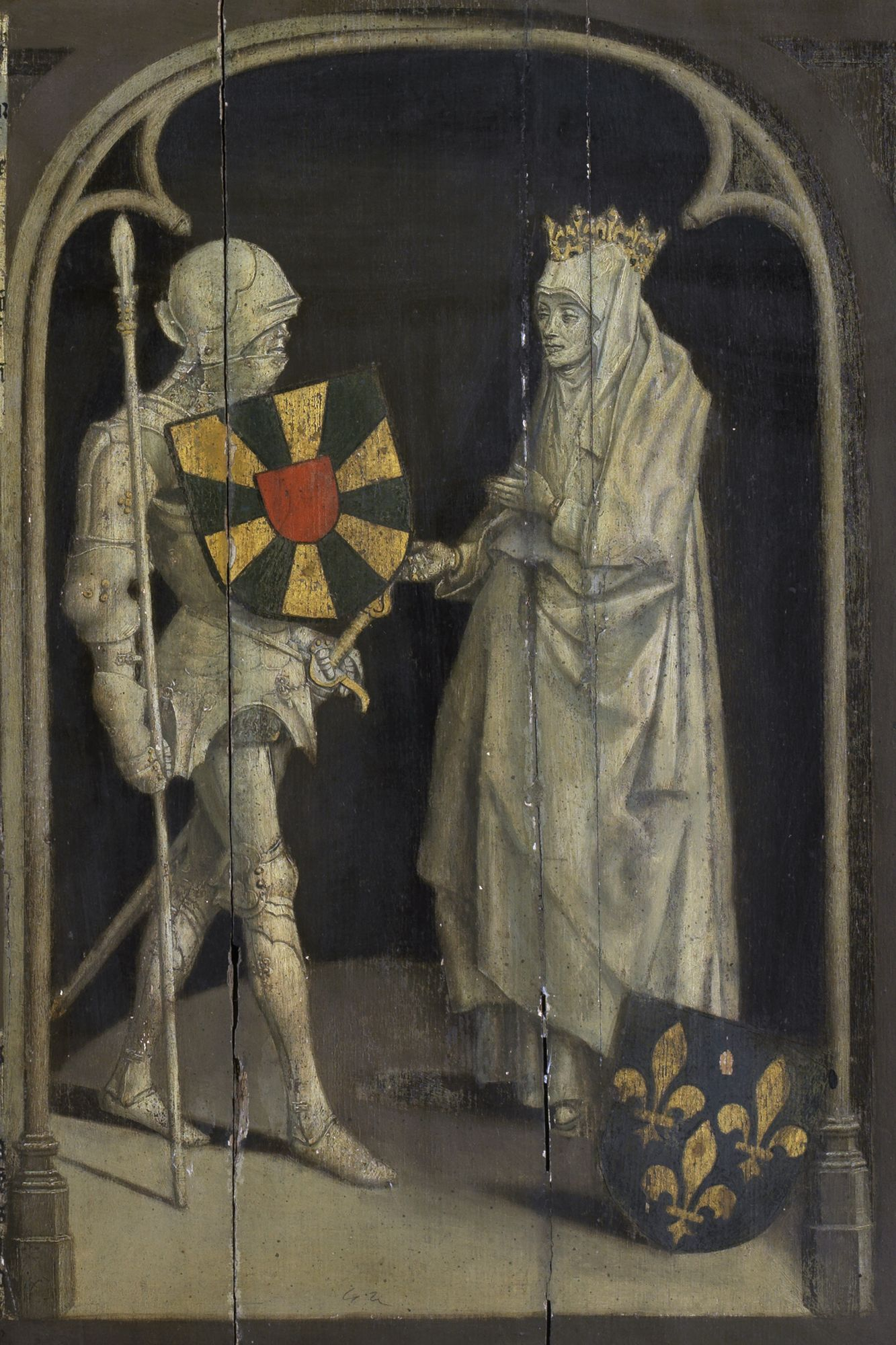
Judith mit ihrem dritten Ehemann Balduin von Flandern. Darstellung aus dem 15. Jahrhundert

Judith von Frankreich (* um 843; † nach 870), auch: Judith von Flandern, war eine karolingische Prinzessin und durch Heirat Königin von Wessex und Gräfin von Flandern.

## Familie
Judith war die älteste Tochter von Karl dem Kahlen, König von Westfranken, und seiner ersten Frau Irmentrud. Benannt wurde sie nach ihrer Großmutter väterlicherseits. Ihr genaues Geburtsdatum ist ungewiss, aber ihre Eltern heirateten am 13. Dezember 842 und Judith war ihr ältestes Kind, das etwas mehr als ein Jahr später, wahrscheinlich Anfang 844, geboren wurde.

## Königin von Wessex

### Heirat und Krönung
Im Jahr 855 unternahm König Æthelwulf von Wessex mit seinem jüngsten Sohn Alfred, der damals etwa sechs Jahre alt war, eine Pilgerreise nach Rom. Auf der Reise hielt er sich am Hof Karls des Kahlen auf und handelte seine Ehe mit Judith aus, die zwölf Jahre alt war, während er wahrscheinlich Mitte fünfzig war. Es handelte sich um ein diplomatisches Bündnis: Beide Könige litten unter den Angriffen der Wikinger, und für Æthelwulf hatte diese Verbindung den zusätzlichen Vorteil eines Bündnisses mit der angesehenen karolingischen Dynastie. In der zeitgenössischen und selbst in der modernen Geschichtsschreibung wurde dieses Ereignis als außergewöhnlich angesehen: Karolingische Prinzessinnen heirateten selten und wurden in der Regel in Nonnenklöster geschickt, und es war fast unbekannt, dass sie Fremde heirateten.
Die Hochzeit fand am 1. Oktober 856 im Königspalast von Verberie-sur-Oise statt. Während der Zeremonie, die von Hinkmar, dem Erzbischof von Reims, zelebriert wurde, wurde der Braut ein Ehering angelegt und prächtige Geschenke überreicht. Teil des Rituals war die Krönung Judiths mit dem Segen des Erzbischofs. Nach der Zeremonie wurde sie mit Myrrhe gesalbt. Æthelwulf ehrte seine Braut, indem er sie nach der Zeremonie zur Königin ernannte. Das Besondere hierbei war, dass es in Wessex nicht üblich war, dass die Ehefrauen von Königen Königinnen wurden. Gemäß den Gebräuchen durfte die Frau eines Königs von Wessex nicht Königin genannt werden oder mit ihrem Mann auf dem Thron sitzen – sie war lediglich die Ehefrau des Königs. Alle Chronisten erwähnen jedoch, dass Karl der Kahle auf der Krönung seiner Tochter bestand:

„Als der Bischof von Reims, Hinkmar, die Ehe segnete und ihr die Krone aufsetzte, erklärte er sie zur Königin, was weder er noch sein Volk in der Vergangenheit getan hatten.“

„Judith, Tochter von König Karl, wurde kürzlich mit Æthelwulf, König von England, verheiratet und nahm den Titel der Königin und die königliche Weihe an.“

Es scheint, dass nach Judith über ein Jahrhundert lang keine Wessex-Königinnen mehr gekrönt wurden. Die nächste war Ælfthryth, die von ihrem Ehemann, König Edgar, am 11. Mai 973 in Bath gekrönt wurde. Von diesem Zeitpunkt an wurden die Königinnen in der Regel zusammen mit ihren Ehemännern gekrönt, wenn sie bereits verheiratet waren, oder separat, wenn die Ehe vom regierenden König geschlossen wurde. Mit der Krönung erhielten die Königinnen einen offiziellen Status. Der Kern der Zeremonie – Salbung und Hochzeit, begleitet von einem feierlichen Gottesdienst – blieb über Jahrhunderte unverändert.
Nach den Feierlichkeiten kehrte Æthelwulf mit Judith und Alfred nach Wessex zurück. Doch zurück in seinem Königreich sah sich Æthelwulf mit Schwierigkeiten konfrontiert. Sein ältester überlebender Sohn Æthelbald, unterstützt von Eahlstan, dem Bischof von Sherborne, und Eanwulf, dem Ealdorman von Somerset, verschwor sich, um ihn zu entthronen. Die Heirat mit Judith könnte bei dieser Verschwörung eine Rolle gespielt haben: Æthelbald befürchtete wahrscheinlich, dass die neue junge Frau seines Vaters, die Urenkelin Karls des Großen, einen höher gestellten Erben als ihn selbst zur Welt bringen könnte. Außerdem waren einige Adlige empört darüber, dass Judith gekrönt und als Königin bezeichnet wurde, was den örtlichen Gepflogenheiten zuwiderlief. Andere sächsische Thanen stimmten der Absetzung Æthelwulfs jedoch nicht zu, da sie sich nicht an den Unruhen beteiligen wollten. Es gibt eine Version, wonach Æthelbalds Rebellion nicht durch die neue Ehe seines Vaters ausgelöst wurde. Nach dieser Ansicht rebellierte der Prinz nicht wegen der Heirat, sondern schon vorher gegen seinen Vater. Æthelwulf wusste davon, blieb am Hof Karls des Kahlen und heiratete dessen Tochter aus genau diesem Grund. Die Heirat mit Judith sollte seinen Untertanen zeigen, dass Æthelwulf im Ausland starke Unterstützer hatte. Daraufhin handelten Vater und Sohn einen Kompromiss aus, bei dem Æthelwulf die östlichen und Æthelbald die westlichen Teile des Königreichs erhielt. Es ist nicht bekannt, ob dies bedeutete, dass Æthelwulf Kent und Æthelbald Wessex erhielt, oder ob Wessex selbst geteilt wurde.
Judith hatte keine Kinder von Æthelwulf, der am 13. Januar 858 starb.

### Umstrittene Wiederverheiratung
„Æthelwulf, König der Westsachsen, ist verstorben. Seine Witwe, Königin Judith, wurde von seinem Sohn Æthelbald geheiratet.“

Kurz nach dem Tod von Æthelwulf heiratete der neue König, Æthelbald, seine Stiefmutter. Indem sie dieser Ehe zustimmte, versuchte Judith möglicherweise, das übliche Schicksal von Witwen – ein Nonnenkloster – zu vermeiden. Für Æthelbald hatte diese Heirat aufgrund der Zugehörigkeit Judiths zur karolingischen Dynastie Gewicht und ermöglichte es ihm, seinen Status zu verbessern, sich über seine Brüder zu stellen und im Herrschaftsbereich seines Vaters zu regieren. Judiths Name erscheint in mehreren Urkunden während der Herrschaft Æthelbalds, was ihren außergewöhnlichen Status als Königin bestätigt. Ihr persönliches Prestige erklärt auch die Heirat; laut Asser, der dieses Ereignis in seinem Leben Alfreds des Großen verurteilt hat:

„Nach dem Tod von König Æthelwulf übernahm sein Sohn Æthelbald entgegen dem Verbot Gottes und der christlichen Würde sowie entgegen der Praxis aller Heiden das Ehebett seines Vaters und heiratete Judith, die Tochter Karls, des Königs der Franken, was bei allen, die davon hörten, große Schande hervorrief.“

Assers zusätzliche Bemerkung über die „große Schande“ wurde in den fränkischen Aufzeichnungen über das Ereignis nicht wiedergegeben. Assers Behauptung, die Heirat widerspreche selbst heidnischen Gepflogenheiten, wird durch Bedas Bericht über die Heirat von König Eadbald von Kent mit der Witwe seines Vaters im Jahr 616 und die Intervention von Augustinus von Canterbury vor Papst Gregor I. in der Frage der Rechtmäßigkeit von Eadbalds Ehe mit seiner Stiefmutter widerlegt. Wie man sieht, gab es bereits früher ähnliche Fälle. Offensichtlich galt die Königinwitwe in gewisser Weise als Verkörperung der Rechte ihres verstorbenen Mannes, und die Heirat mit ihr ermöglichte ihr den Anspruch auf das Königreich.
Judith war noch immer kinderlos, als Æthelbald am 20. Dezember 860 nach zweieinhalbjähriger Herrschaft starb.

## Gräfin von Flandern

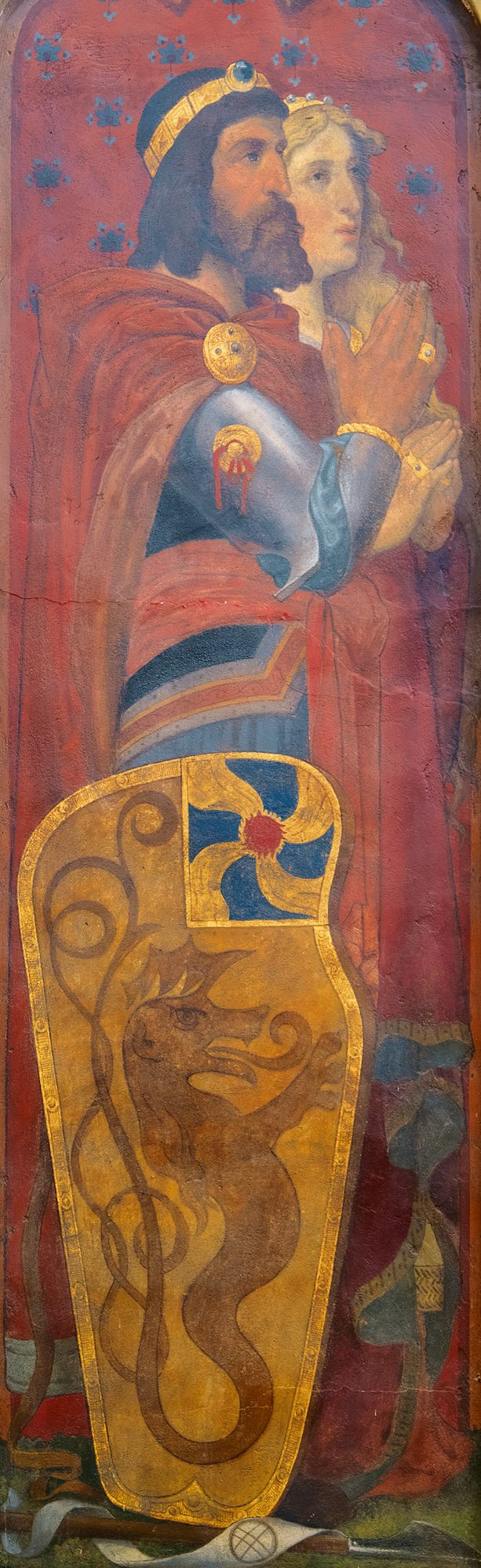
Balduin I. von Flandern und Judith, Gemälde um 1372/73

### Flucht
Nach dem Tod von Æthelbald hatte Judith keine Zukunft mehr in Wessex. Sie war gerade einmal siebzehn Jahre alt und noch immer kinderlos. Die Annales Bertiniani und Flodoard berichten:

„Sie verkaufte ihren erworbenen Besitz und kehrte zu ihrem Vater zurück, der sie in das Kloster von Senlis schickte, wo sie unter seinem königlichen Schutz und seiner bischöflichen Vormundschaft mit allen einer Königin gebührenden Ehren verbleiben sollte, bis sie, wenn sie nicht keusch bleiben konnte, so heiraten konnte, wie es der Apostel gesagt hatte, d. h. auf angemessene und rechtmäßige Weise.“

Vermutlich hatte Karl der Kahle vor, eine weitere Ehe für seine Tochter zu arrangieren. Einige Historiker behaupten, dass weder Judiths erste noch ihre zweite Ehe vollzogen wurde. Es gibt auch Behauptungen, die eher einer Legende entsprechen, dass der künftige Graf von Flandern, Balduin (der der Überlieferung nach der Sohn eines Försters namens Odoacre gewesen sein soll), sich schon vor ihrer ersten Ehe für Judith interessiert hatte. Vermutlich traf er sie jedoch bei einem Besuch des Klosters von Senlis 861. Um Weihnachten 861 (oder Anfang 862) floh Judith entweder mit Baldwin oder wurde von ihm entführt. Laut den Annales Bertiniani wurde Judith nicht entführt: Dort wird sie nicht als passives Opfer eines Brautraubes dargestellt, sondern als aktive Akteurin, die auf Betreiben Balduins und offenbar mit Zustimmung ihres Bruders Ludwig des Stammlers durchbrannte:

„Sie folgte ihm und änderte ihre Lebensweise, nachdem Graf Balduin sie bedrängt hatte, was ihr Bruder Ludwig ermöglichte.“

Die Beschreibung von Flodoard ist ähnlich:

„Judith folgte dem Grafen Balduin mit der Unterstützung und Zustimmung ihres Bruders Ludwig.“

Wahrscheinlich heiratete das Paar sogar im selben Kloster in Senlis, bevor es floh.

### Exkommunikation
Judiths Vater war äußerst aufgebracht und organisierte sofort Suchtrupps, um Judith nach Hause zu bringen und Balduin gefangen zu nehmen. Flodoard erwähnte den Brief von Erzbischof Hinkmar an Bischof Hunger von Utrecht, in dem er Hunger über die Exkommunikation Balduins informierte, weil er Judith entführt und ohne königliche Zustimmung geheiratet hatte.
Zeitgenössische Chroniken berichten, dass Karl der Kahle im Jahr 862 ein Konzil mit den Bischöfen und Adligen seines Königreichs abhielt. Laut Hinkmar befahl der König den Bischöfen (oder bat sie laut Flodoard darum), ein kanonisches Urteil über Balduin und Judith zu fällen, das den Dekreten von Papst Gregor II. entsprach: „Wenn jemand heiratet, nachdem er eine Witwe entführt hat, soll er selbst und diejenigen, die dazu beigetragen haben, mit dem Bann belegt werden.“ Auch Judiths Bruder Ludwig wurde bestraft: Er wurde in der Abtei St. Martin eingesperrt.
Offenbar suchten Balduin und Judith zunächst Zuflucht bei dem Wikinger Rörik, dem Herrscher von Friesland, und flohen später an den Hof von Judiths Cousin Lothar II. von Lothringen, um Schutz zu suchen, bevor sie sich nach Rom begaben, um ihren Fall bei Papst Nikolaus I. vorzutragen.

### Versöhnung
Nach ihrer Flucht nach Rom versuchten Balduin und Judith, sich mit Papst Nikolaus I. zu einigen und baten ihn, sich im Konflikt mit Karl dem Kahlen für sie einzusetzen. Der Papst hörte sich ihre Argumente an und schickte seine Legaten zu Verhandlungen mit dem König: Die Bischöfe Radoald von Porto und Johannes von Cervia forderten Karl auf Geheiß des Papstes auf, die Ehe als rechtsverbindlich anzuerkennen und das junge Paar in seinen Kreis aufzunehmen; Karl und Hinkmar waren jedoch nicht leicht zu überzeugen. Schließlich äußerte der Papst in einem Schreiben vom 23. November 862 gegenüber dem König die Befürchtung, Balduin könnte sich nach seiner Exkommunikation von der Kirche mit dem „Jütenfürsten Rorik“ verbündet haben. Rörik hatte bereits auf der Seite seines Bruders Lothar I. gegen Karl den Kahlen gekämpft, der nach Abschluss des Vertrags von Verdun versuchte, den gefährlichen Verbündeten loszuwerden und Rörik unter dem Vorwurf des Verrats zu inhaftieren. Rorik floh und begann, das mittelfränkische Königreich anzugreifen. Da er den Wikingern nicht gewachsen war, überließ Lothar I. ihm Friesland unter der Bedingung, dass er es vor den übrigen Normannen schützte. Nach dem späteren Chronisten Albert von Stade war es Bischof Hunger, der sich an Rörik wandte und ihn aufforderte, Baldwin keine Unterstützung zu gewähren.
Karl der Kahle konnte nichts tun, und so vergab er dem Paar schließlich widerwillig und erlaubte Judith und Balduin die Heirat. Sie kehrten nach Frankreich zurück und wurden am 13. Dezember 862 in Auxerre offiziell getraut. Der König wollte nicht anwesend sein (den Annales Bertiniani zufolge geschah dies 863), schenkte Balduin aber die Mark von Flandern und kurz darauf Ternois, Waas und die Laienabtei St. Peter in Gent. Einige Gelehrte vermuten, dass der König auf Balduins Tod gehofft hatte, indem er ihm Land südlich der Schelde gab, eine Region, die häufig von Wikingern angegriffen wurde. Balduin meisterte die Situation jedoch bemerkenswert gut: Es gelang ihm, die Bedrohung durch die Wikinger einzudämmen (was ihm von seinen Zeitgenossen den Spitznamen Eisenarm einbrachte), er vergrößerte sowohl sein Heer als auch sein Territorium rasch und wurde ein treuer Anhänger Karls des Kahlen. Seine Besitzungen wurden als Grafschaft Flandern bekannt, eine der mächtigsten Domänen Frankreichs.
In Flandern wählte Balduin für seine Residenz eine kleine Insel, die am Zusammenfluss von Boterbeke und Reie entstand. Schon früh gab es dort eine Festung, die möglicherweise von Wikingern erbaut wurde und von einer kleinen Anzahl von Hütten umgeben war. Die Wikinger gaben diesem Ort den Namen „Bruggia“ (Bryghia – Schiffsanlegestelle, Ladeplatz, Brugge – Brückenkopf). Unweit des Zusammenflusses befand sich ein kleines altes Heiligtum, dessen Bau dem Heiligen Amandus zugeschrieben wurde. Stromaufwärts von Boterbeke befand sich eine größere Kirche, die vom heiligen Eligius erbaut worden sein soll. Die Anlage war längst verfallen, und Balduin baute eine neue Festung mit einer Residenz, einer Kapelle, Gefolgschaftshäusern und der Kathedrale, in der die Reliquien des heiligen Donatian von Reims aufbewahrt wurden. Die Residenz von Balduin und Judith stand an der Stelle, an der sich heute der Justizpalast und das Rathaus befinden, und die Kathedrale befand sich an der Nordseite des heutigen Justizpalastes. Die Residenz war von einer hohen Mauer mit vier Toren umgeben, die mit aufsteigenden Gittern und Zugbrücken befestigt waren. Aus der Zeit Judiths in Brügge sind Gebäudereste erhalten geblieben, möglicherweise in der Taufkapelle hinter der Krypta von St. Basilius, und in diesem Fall können sie mit der Amanduskapelle identifiziert werden. In der Residenz gab es auch eine Münzstätte.
Das genaue Datum von Judiths Tod ist unbekannt. Man geht davon aus, dass sie nicht vor 870 starb. Zwischen 893 und 899 heiratete ihr ältester überlebender Sohn, Balduin II., Ælfthryth, die Tochter Alfreds des Großen. Wenn Judith zu diesem Zeitpunkt noch gelebt hätte, wäre sie aufgrund ihrer Kenntnisse des Hofes von Wessex als Königin wahrscheinlich maßgeblich an den Heiratsverhandlungen beteiligt gewesen.
Balduin I. starb im Jahr 879 in der Stadt Arras. Er wurde in der Abtei Saint-Bertin in der Nähe von Saint-Omer beigesetzt.
Am 11. April 2023 wurde klar, dass alle weiteren Untersuchungen zunehmend bestätigen, dass diese Knochen Judith van Vlaanderen zugeschrieben werden können, obwohl es noch keine abschließende Antwort gibt. Die Untersuchung ihrer Zähne ergab zum Beispiel, dass sie aus Nordfrankreich stammte und einige Zeit in England lebte. Als Beweismittel wird DNA von nahen Verwandten gesucht.

## Nachleben
Judiths Heiratsgeschichte galt als skandalös und als Verstoß gegen die kirchlichen Verbote. In der Mitte des 10. Jahrhunderts wurde sie jedoch von den Verfassern der Genealogie der Grafen von Flandern als „die Klügste und Schönste“ bezeichnet, die das karolingische Blut in das Geschlecht der Grafen einbrachte, während ihre skandalösen Geschichten vergessen wurden.
Asser erzählte, dass er Alfred dem Großen gegenüber seine Verwunderung über den mangelnden Status der Ehefrauen der Könige von Wessex zum Ausdruck brachte. Alfred erzählte ihm daraufhin die Geschichte von Eadburh, der Tochter von Offa von Mercia, um zu erklären, warum Wessex keine Königinnen im eigentlichen Sinne hatte. Eadburh war Königin als Frau von König Beorhtric. Eadburhs aufmüpfiges Verhalten gipfelte in der angeblichen Vergiftung ihres Mannes und ihrer anschließenden Flucht an den Hof Karls des Großen, wo sie Schutz suchte. Zweifellos wurde ihre Geschichte im Interesse der späteren Propaganda in Wessex gegen Mercia und Beorhtric und zur Rechtfertigung der eingeschränkten Rolle der königlichen Ehefrauen ausgeschmückt und übertrieben. Durch die Salbung und Krönung Judiths konnte der Status der Königinnen wiederhergestellt und die Stellung der Ehefrauen der Könige von Wessex verbessert werden.

## Nachkommen
Aus ihrer Ehe mit Balduin I. von Flandern hatte Judith mindestens drei Söhne:
- Karl (* um 864/865; jung gestorben), angeblich nach seinem Großvater mütterlicherseits benannt. „Karolus brevis vite“ wird als erster der drei Söhne von Balduin und Judith in der Liste der Grafen von Flandern in der Cartulaire de Saint-Bertin genannt.[17] Es wird angenommen, dass Karl jung gestorben ist, da keine weiteren Hinweise auf ihn gefunden wurden.
- Balduin (* um 865/867; † um 10. September 918). Er wird als zweiter der drei Söhne von Balduin und Judith in der Liste der Grafen von Flandern in der Cartulaire de Saint-Bertin genannt.[17] Er folgte seinem Vater 879 als Balduin II., Graf von Flandern nach; verheiratet zwischen 893 und 899 mit Ælfthryth von Wessex, Tochter von Alfred dem Großen.
- Rodulfus (* um 867/870; † 17. Juni 896 (ermordet)). „Rodolphus Cameracensis comes“ wird als dritter der drei Söhne von Balduin und Judith in der Liste der Grafen von Flandern in der Cartulaire de Saint-Bertin genannt.[17] Um 888 als Graf von Cambrai eingesetzt, wurde er von Herbert I. von Vermandois getötet.

Darüber hinaus werden zwei Töchter von Judith und Baldwin zugeschrieben:
- Die Mutter von Walter. Die Geschichte des Klosters Waulsort nennt „Walterus...Rodulfi sororis filius“ und berichtet, dass er versuchte, den Tod seines Onkels mütterlicherseits, Rodulfus von Cambrai, zu rächen. Es wurde kein weiterer Hinweis auf diese Person gefunden, und da die Geschichte des Klosters Waulsort eine so verworrene Quelle ist, sollte ihre Existenz mit Vorsicht behandelt werden.[18]
- Guinidilda oder Winilda († vor dem 19. Februar 904), die vor dem 27. Juni 875 Graf Wilfried den Haarigen von Barcelona heiratete.

## Filmische Darstellung
In der kanadisch-irischen Fernsehserie Vikings (2013–2020) wird die Rolle von Judith von Frankreich mit der von der von Osburh zur fiktiven Figur der Judith von Northumbria, einer Tochter von König Ælle verschmolzen. Sie wird von Jennie Jacques dargestellt.